# Condado de Fulton (Indiana)
El condado de Fulton (en inglés: Fulton County), fundado en 1836, es uno de 92 condados del estado estadounidense de Indiana. En el año 2000, el condado tenía una población de 20 511 habitantes y una densidad poblacional de 21 personas por km². La sede del condado es Rochester. El condado recibe su nombre en honor a Robert Fulton. 

## Geografía
Según la Oficina del Censo, el condado tiene un área total de 962 km², de la cual 954 km² es tierra y 7 km² (0.77%) es agua.

### Condados adyacentes
- Condado de Marshall (norte)
- Condado de Kosciusko (noreste)
- Condado de Wabash (este)
- Condado de Miami (sureste)
- Condado de Cass (sur)
- condado de Pulaski (oeste)
- Condado de Starke (noroeste)

## Demografía
Según la Oficina del Censo en 2000, los ingresos medios por hogar en el condado eran de $38 290 y los ingresos medios por familia eran $$44 865. Los hombres tenían unos ingresos medios de $32 602 frente a los $32 602 para las mujeres. La renta per cápita para el condado era de $17 950. Alrededor del 7.60% de la población estaban por debajo del umbral de pobreza.

## Transporte

### Principales autopistas
- U.S. Route 31
- Ruta Estatal de Indiana 14
- Ruta Estatal de Indiana 17
- Ruta Estatal de Indiana 19
- Ruta Estatal de Indiana 25
- Ruta Estatal de Indiana 114

## Municipalidades

### Ciudades y pueblos
- Akron
- Fulton
- Kewanna
- Rochester

### Municipios
El condado de Fulton está dividido en 8 municipios:
- Aubbeenaubbee
- Henry
- Liberty
- Newcastle
- Richland
- Rochester
- Union
- Wayne